# Kiar Meško
Stan Kiar (Bogdan) Meško, slovenski slikar, * 1936, Trdkova v Prekmurju, na Goričkem.
Meško je študiral slikarstvo na Akademiji za likovno umetnost v Ljubljani. Diplomiral je leta 1958, študij pa nadaljeval na specialki za slikarstvo pri profesorju Gabrijelu Stupici. Leta 1966 je prejel nagrado Prešernovega sklada grafična dela, razstavljena v letu 1965.